# Zdrojewo (Piecki)
Zdrojewo (deutsch Sdrojowen, 1930 bis 1945 Bornfeld) ist ein kleiner Ort in der polnischen Woiwodschaft Ermland-Masuren und gehört zur Landgemeinde Piecki (deutsch Peitschendorf) im Powiat Mrągowski (Kreis Sensburg).

## Geographische Lage
Zdrojewo liegt östlich des Weiß-Sees (polnisch Jezioro Białe) in der südlichen Mitte der Woiwodschaft Ermland-Masuren, 14 Kilometer südlich der Kreisstadt Mrągowo (deutsch Sensburg).

## Geschichte
Die nach 1785 Sdorjewen, um 1818 Sdrogewen und bis 1930 Sdrojown genannte heutige Siedlung (polnisch Osada) Zdrojewo wurde 1550 als Gutsort gegründet. 1874 wurde der Gutsbezirk Sdrojowen in den neu errichteten Amtsbezirk Gollingen (polnisch Goleń) eingegliedert, der zum Kreis Sensburg im Regierungsbezirk Gumbinnen (ab 1905: Regierungsbezirk Allenstein) in der preußischen Provinz Ostpreußen gehörte. 
Aufgrund der Bestimmungen des Versailler Vertrags stimmte die Bevölkerung im Abstimmungsgebiet Allenstein, zu dem Sdrojowen gehörte, am 11. Juli 1920 über die weitere staatliche Zugehörigkeit zu Ostpreußen (und damit zu Deutschland) oder den Anschluss an Polen ab. In Sdrojowen stimmten 20 Einwohner für den Verbleib bei Ostpreußen, auf Polen entfielen keine Stimmen.
Am 30. September 1928 wurde der Gutsbezirk Sdrojowen in die Landgemeinde Zatzkowen (1938 bis 1945 Eisenack, polnisch Czaszkowo) eingemeindet und am 3. November 1930 in „Bornfeld“ umbenannt.
Mit dem gesamten südlichen Ostpreußen wurde Bornfeld 1945 in Kriegsfolge an Polen überstellt und erhielt die polnische Namensform „Zdrojewo“. Heute ist es eine Ortschaft innerhalb der Landgemeinde Piecki (Peitschendorf) im Powiat Mrągowski (Kreis Sensburg), bis 1998 der Woiwodschaft Olsztyn, seither der Woiwodschaft Ermland-Masuren zugeordnet.

### Einwohnerzahlen
| Jahr | Anzahl |
| ---- | ------ |
| 1818 | 4      |
| 1839 | 19     |
| 1867 | 48     |
| 1885 | 30     |
| 1898 | 47     |
| 1905 | 39     |
| 1910 | 49     |

## Kirche
Bis 1945 war Zdrojowen resp. Bornfeld in die evangelische Kirche Aweyden in der Kirchenprovinz Ostpreußen der Kirche der Altpreußischen Union sowie in die katholische St.-Adalbert-Kirche Sensburg im damaligen Bistum Ermland eingepfarrt. Heute gehört Zdrojewo zur evangelischen Kirchengemeinde Nawiady, einer Filialgemeinde der Pfarrei Mrągowo in der Diözese Masuren der Evangelisch-Augsburgischen Kirche in Polen, außerdem zur katholischen Pfarrei Nawiady im jetzigen Erzbistum Ermland.

## Verkehr
Zdrojewo ist über einen Landweg zu erreichen, die von Czaszkowo (Zatzkowen, 1938 bis 1945 Eisenack) in westlicher Richtung verläuft. Eine Anbindung an den Bahnverkehr besteht nicht.